# Manuela Carmona
Manuela Carmona, död 1827, var en spansk skådespelare och sångare. 
Hon var engagerad vid Teatro de la Cruz 1805, och var dess direktör 1811-1816. 